# Gunster: Rain of Bullets
Gunster: Rain of Bullets es un videojuego side-scroller creado en el año 2006 por la compañía coreana NHN, que trata sobre la guerra entre los humanos y una especie de bio-robots. Se juega sobre varios mapas, que representan desde un campo de batalla hasta una jungla amazónica.
El juego en línea fue suspendido en 2007.

## Juego
Los jugadores deben avanzar a través de cada nivel de Gunster. Completando los niveles o con un buen desempeño en las batallas se ganan medallas de hierro o bronce, que se transforman al final del juego en diferentes recompensas.
- Datos: Q5488815